# Nationalpark Laguna Blanca

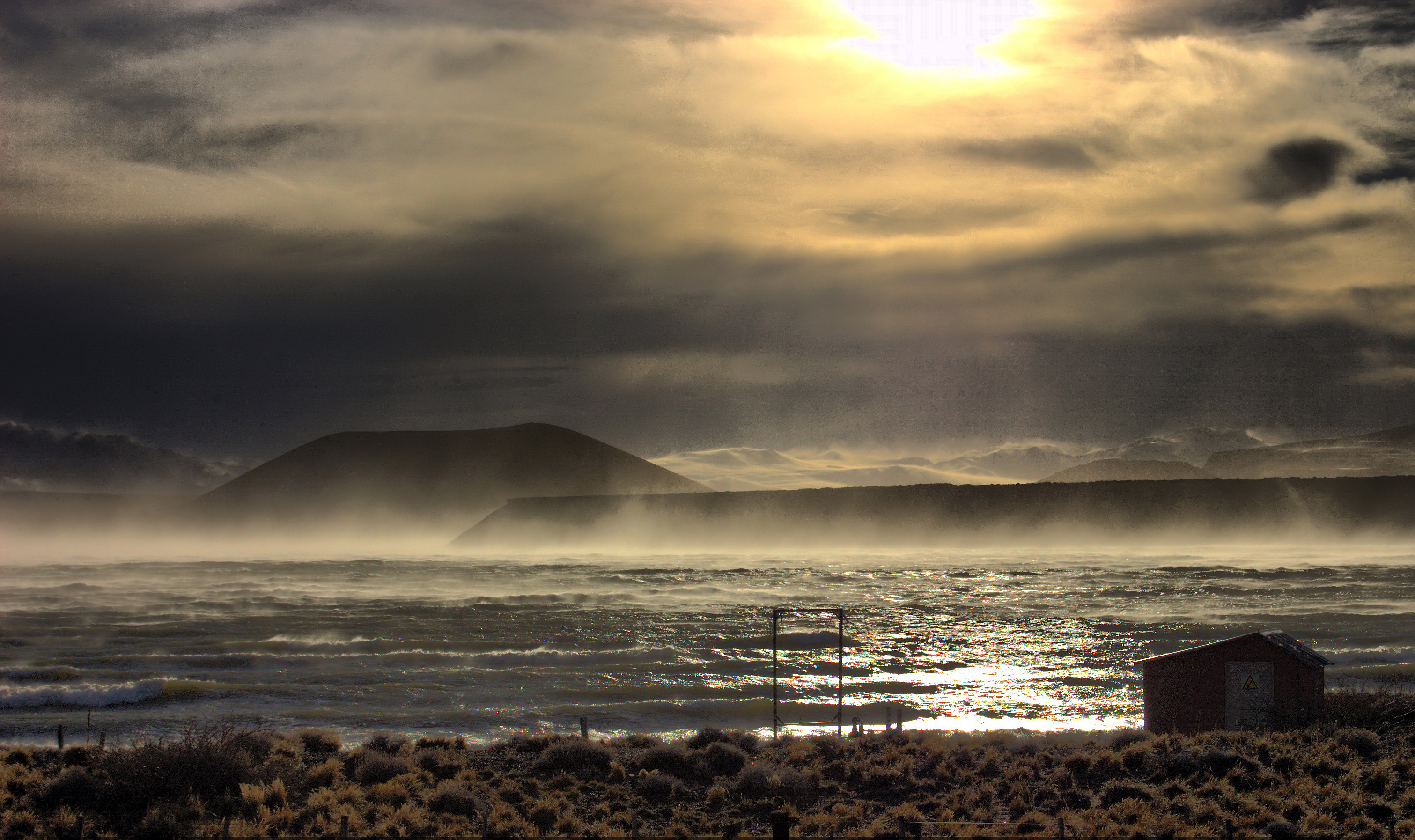
Laguna Blanca

Der Nationalpark Laguna Blanca (span. Parque Nacional Laguna Blanca) liegt im Westen der Provinz Neuquén, ca. 30 km von Zapala entfernt, im Südwesten Argentiniens. 

## Geschichte
Er wurde im Jahre 1945 geschaffen, um die Lagune und insbesondere die Population der Schwarzhalsschwäne (Cygnus melancoryphus) zu schützen. Er umfasst ein Gebiet von 112,5 km². Das Feuchtgebiet wurde wegen seiner Relevanz als Habitat für Wasservögel in die Konvention von Ramsar aufgenommen. 
Die Lagune liegt in der patagonischen Steppe, umgeben von Hügeln und Schluchten. In der Nähe der Lagune befindet sich die Salamanca-Höhle, die in prähistorischen Zeiten einmal von Menschen bewohnt war und in der die typischen Höhlenmalereien Nordpatagoniens besichtigt werden können. 